# Rosa Amelia Alvarado
Rosa Amelia Alvarado Roca (Guayaquil, 20 de julio de 1944) es una poetisa, periodista y promotora cultural ecuatoriana.

## Biografía
Rosa Amelia Alvarado realizó la primera parte de sus estudios en Guayaquil, Ecuador, luego se especializó en filosofía y literatura francesa en París. En 1964 funda y dirige en Guayaquil la revista femenina Hogar, una publicación dirigida a la mujer ecuatoriana, que se convirtió en la de mayor prestigio del país. En el presente, continúa en el cargo de Directora Fundadora de la revista. Rosa Amelia compaginó sus actividades como directora de esta revista con actividades periodísticas, de teatro y de bellas artes.
En 1967 y hasta 1972, estuvo colaborando con la televisión ecuatoriana, donde ejerció el cargo de Directora de Programación de Canal 2 de Guayaquil (Ecuavisa), especializándose en la dirección y organización de programas culturales. En la actualidad continúa como asesora y crítica de televisión. En 1971 produjo y dirigió el espacio “Noche lírica”, con la destacada soprano ecuatoriana Beatriz Parra, el cual recibió una mención de honor en un Concurso de Televisión en Chile. Otro programa cultural realizado por ella fue “La sombra de Bolívar”, espacio histórico-cultural, con la escenificación de la vida de Simón Bolívar.
En 1973 es nombrada vicepresidenta del Patronato Municipal de Bellas Artes, posición que ejerció por dos años. Desde 1970 hasta 1972 figura en los cargos de vicepresidenta de la Sección Prosa del Centro Municipal de Cultura, así como directora y productora de varios programas culturales en el canal ecuatoriano Ecuavisa. Su más destacado trabajo durante estos años incluye el Primer Festival de Teatro en TV de Ecuador. Mientras tanto en estos años, Rosa Amelia Alvarado continúa como asesora y crítica de televisión.  
Rosa Amelia Alvarado figuró también como integrante del Grupo Teatral “Guayacanes”, miembro de la Casa de la Cultura, Núcleo del Guayas, durante todo este tiempo invertido en esta institución ha ocupado diversos cargos como Primer Vocal del Directorio; Vocal del Área de la Mujer. Adicional a esto fue reelegida  con 205 votos a favor, el martes 30 de junio del 2015 como presidenta de la Casa de la Cultura, núcleo del Guayas (CCG) para el periodo 2015-2019. Alvarado, en junio del 2011 fue elegida en forma mayoritaria y tomó la decisión de luchar por la reelección amparada en la Ley Orgánica de la Casa de la Cultura.
Además, entre los cargos desempeñados en la actividad empresarial, Rosa Amelia Alvarado ha sido vicepresidenta de Editores Nacionales S. A., miembro del directorio Corporativo de Artes Gráficas Senefelder S. A., miembro del directorio de la Corporación Ecuatoriana de Televisión, Editores Nacionales S. A., presidenta de Inversiones Nacionales S. A. y gerente general de Inmobiliaria Roalva S. A.
Rosa Amelia Alvarado forma parte de la Casa de la Cultura y además es presidenta de la institución, miembro del Grupo América y miembro correspondiente de la Academia Ecuatoriana de la Lengua. La reconocida trayectoria de la escritora y poeta se muestra dentro y fuera del Ecuador con la publicación de varios libros, además de la participación en encuentros internacionales en varios países de América.
Recibe la condecoración nacional al mérito, otorgada por la presidenta de la República del Ecuador. Además, recibe el título de “Magister Honoris Causa” otorgado por la Universidad Casa Grande de Guayaquil en el año 2015. 
En octubre de 2007, fue invitada a Miami por la librería estadounidense Books & Books con el fin de la presentación de su obra poética “Arena Blanca”. El evento representó una enorme trascendencia debido a la gran cantidad de asistentes que atrajo, los cuales ocuparon en su totalidad las salas de la librería. Durante este evento, la autora dio lectura de sus obras y poemas, para luego pasar a dialogar con el público presente sobre los temas tratados en sus obras y su perspectiva.
El 7 de enero del 2010 Rosa Amelia Alvarado Roca se posiciona como miembro de la Academia Ecuatoriana de la Lengua. El acto se llevó a cabo con una gran cantidad de caracteres de solemnidad y con un gran número y calidad de asistentes, los cuales se encontraban vinculados a la cultura, las artes, las letras, y ante todo el periodismo. Se presentaron algunas de sus obras más importantes como lo son: “Canciones sin tiempo”, publicada en 1984, “Más allá de la rosa”, publicado en el año 2008 y “Entre abanicos y recuerdos”. La dirección de su revista es el medio que le permite mantenerse vigilante sobre la vida del Ecuador y el mundo dando principal realce al hecho de que por medio de esta revista Rosa Amelia destaca la acción creadora de la mujer.
Revista Hogar
A los 20 años, Rosa Amelia Alvarado quería retar al mundo y es así como viendo que la revista Vistazo había sido ya fundada por su padre y hermano ella sabía que faltaba una revista femenina. Entonces llena de ilusiones y con sus estudios realizados en Francia asume el reto que ella mismo se puso. Los primeros meses de la circulación de la revista fueron meses de planificación. El contenido de su revista nació en blanco y negro y todo su contenido estuvo impreso en papel periódico debido a que en ese entonces no se contaba con los medios de hoy en día como el papel cuché y la diversidad de colores.
Algunos profesionales emprendieron la aventura de la creación de la revista con Rosa Amelia entre ellos Nila Velázquez, quien permaneció doce años en la revista y ambas compartían ideales de lucha y eran jóvenes llenas de ilusiones. Nancy Bravo es otro nombre que ingresó a su lista de colaboradores, Nancy trabajó con Rosa Amelia el primer año de la revista. El fallecido periodista Alberto Borges quien a su vez era redactor de planta de Vistazo colaboró escribiendo temas culturales y artículos de fondo.
La edición número uno de la revista tuvo como portada a Jacqueline Kennedy Onassis debido a que ella poseía la imagen de una mujer valerosa tras la muerte de su esposo John F. Kennedy, hecho que aún tenía al mundo impactado. Dorita Albán de Paulson bautizó la revista con el nombre de Hogar. Para Rosa Amelia palpar el primer ejemplar significó una profunda emoción que todavía se mantiene. Es importante dar principal realce a la evolución de la revista con el tiempo, no solo en lo técnico sino también en su presentación.
El principal objetivo de Hogar es el de enseñar, informar, entretener, cumplir los sueños de la mujer ecuatoriana, es decir, empoderarlas, impulsándolas con su contenido, para que de esta manera puedan tener una participación exitosa en el mundo actual. Hogar es una publicación de Editorial Vistazo, que publica las revistas Vistazo, Generación21, Estadio, América Economía Ecuador y Mamá.
Hogar presentó temas como las dictaduras internas y del exterior rechazándolas totalmente desde el 64 hasta finales de los 70. Temas como la denuncia política o social formaron parte de la revista cuando empezó a circular.

## Condecoraciones y méritos
Debido a su trayectoria y dedicación a lo largo de los años en términos de promoción cultural, organización y realización de eventos culturales y literarios en la ciudad de Guayaquil, los cuales estaban especialmente enfocados en la promoción y difusión de libros de autores ecuatorianos, fomentando el consumo de literatura nacional, Rosa Amelia ha recibido varias condecoraciones, entre ellas figuran: 
- Condecoración de la Cámara de Comercio de Guayaquil (2003)
- Condecoración de la Orden Nacional “Al Mérito”, en el grado de Caballero, otorgada por el Gobierno Nacional (2006).[11]
- Condecoración de la  Facultad de Filosofía de la Universidad de Guayaquil (2007).
- Título de "Magister Honoris Causa" por la Universidad Casa Grande de Guayaquil (2015).
- Condecoración "Universidad Católica y Cultura" (2017).
- Condecoración "Al mérito cultural" de la M. I. Municipalidad de Guayaquil.[12]

## Obra publicada
- 1981: “Hogar, el mensaje y el recuerdo” / Recopilación de editoriales publicados en la revista Hogar.
- 1984: “Canciones sin tiempo” / Poesía.
- 1988: “Entre abanicos y recuerdos” / Investigación histórica.
- 2003: "El Silencio de las palabras / Poesía
- 2005: "Hilaré mi nostalgia"  /Poesía
- 2007: "Arena Blanca"  / Poesía
- 2008: "Más allá de la rosa"  / Antología poética
- 2012: "Una tibia tarde"/ Antología poética

### Poemas destacados
- Añoranza
- Cosas absurdas
- De lo profano (II)
- El sermón de la montaña
- La vida va y viene[13]

## Recitales y presentaciones[14]
Rosa Amelia Alvarado ha realizado recitales poéticos en muchos lugares del Ecuador, y el mundo.
- 2007: Invitada por la librería Books & Books de Miami en Estados Unidos para presentar su obra poética.
- 2009: Invitada para presentar su obra en la Feria del Libro de la ciudad de Miami.
- 2005-2009: Su obra poética ha sido presentada en varias ciudades del Ecuador, mediante una gala de música, danza y poesía, que incluye coreografías de danza moderna y canciones basadas en sus poemas.

## Edición de libros y promoción cultural
Como editora, ha promovido la edición de varios libros:
- 2001: “Antología poética” de Ilieana Espinel Cedeño.
- 2003: “Yela”. La obra de Yela Loffredo de Klein.
- 2005: “Mujeres frente al espejo”. Antología poética y artística.
- 2009: “Jaime Villa”.

## Periodismo
- 1964: Fundadora y Directora de la revista femenina Hogar.
- 1967: Gerente de Programación Canal 2 de Guayaquil.
- 1967-1970: Directora y productora del programa femenino de televisión: “Hogar”
- 1971: Directora y productora de programas culturales de Ecuavisa (Canal 2 de Televisión de Guayaquil). Durante este lapso de tiempo, produjo y dirigió el espacio “Noche Lírica”, con la destacada soprano ecuatoriana Beatriz Parra.
- Otros programas culturales realizados por ella son: “La sombra de Bolívar”, programa histórico-cultural, que trata sobre la vida de Simón Bolívar.
- 1972: Productora y Directora del Primer Festival de Teatro en televisión. (Ecuavisa-Canal 2 de Guayaquil).